# Lucius Domitius Ahenobarbus (Konsul 54 v. Chr.)

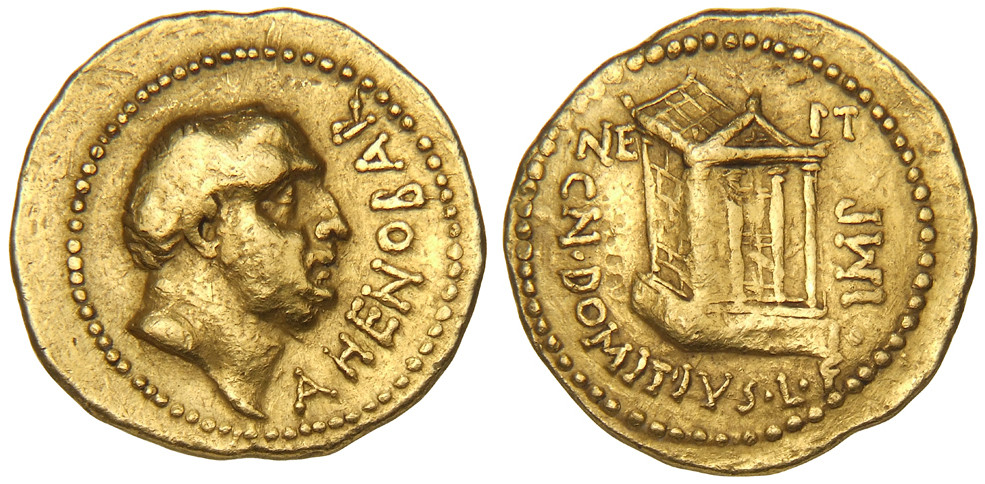
Porträt des Lucius Domitius Ahenobarbus (Vorderseite, links) mit dem von der Familie der Domitii Ahenobarbi errichteten Neptuntempel (Rückseite, rechts). Von Gnaeus Domitius Ahenobarbus, Lucius’ Sohn, geschlagen, 41 v. Chr.

Lucius Domitius Ahenobarbus (* 98 v. Chr.; † 48 v. Chr. bei Pharsalos) war ein römischer Politiker der ausgehenden Republik.
Er war der Sohn des Gnaeus Domitius Ahenobarbus, Konsul 96 v. Chr., und Ehemann der Porcia, der Schwester des jüngeren Cato. In den Quellen begegnet Domitius zuerst im Jahr 73 v. Chr., als er als Vertreter der römischen Steuerpächter in einem Prozess gegen die Einwohner des griechischen Oropos auftrat. 70 v. Chr. trat er, noch im jugendlichen Alter, in einem Prozess des Gaius Verres als Zeuge auf. Domitius war als entschiedener Anhänger der aristokratischen Partei der Optimaten ein Freund Marcus Tullius Ciceros und Feind Gaius Iulius Caesars. Anfangs bekämpfte er auch Gnaeus Pompeius Magnus und das Triumvirat, verbündete sich vor Ausbruch des Bürgerkriegs aber mit Pompeius gegen Caesar. Er war Quästor vermutlich im Jahr 66 v. Chr. und kurulischer Ädil 61 v. Chr. Im Jahr 59 v. Chr. bezichtigte ihn Lucius Vettius, ein von Caesar angeheuerter Denunziant, der Teilnahme an einer Verschwörung. Die Vorwürfe stellten sich schnell als haltlos heraus und Vettius wurde im Gefängnis ermordet (sogenannte „Vettiusaffäre“). Als Prätor 58 v. Chr. versuchte er gemeinsam mit seinem Amtskollegen Gaius Memmius, die Ratifizierung von Caesars Amtsführung als Konsul zu verhindern.
Domitius Ahenobarbus bewarb sich um die Wahl zum Konsul für das Jahr 55 v. Chr. und warb für sich mit der Ankündigung, Caesar seines Kommandos und seiner Provinzen zu entheben. Er wurde jedoch durch die Triumvirn ausgestochen, die vereinbarten, Pompeius und Crassus in diesem Jahr zu Konsuln zu machen. Bei der Wahl im Januar 55 ließen sie den Gegenbewerber Ahenobarbus überfallen und setzten sich so durch. Schließlich wurde Domitius jedoch, gemeinsam mit Appius Claudius Pulcher, Konsul für das Jahr 54 v. Chr. Im Jahr 52 v. Chr. war er, nachdem er sich mit Pompeius versöhnt hatte, Vorsitzender im Prozess gegen Titus Annius Milo. Zwischen 57 und 50 v. Chr. wurde er zum Pontifex gewählt, unterlag aber Marcus Antonius bei der Wahl zum Augur 50 v. Chr.
49 v. Chr. wurde Domitius vom Senat zum Nachfolger Caesars als Statthalter in Gallien jenseits der Alpen (Gallia Transalpina) ernannt (7. Januar 49). Nach dem Ausbruch des Bürgerkriegs (10. Januar 49 mit Caesars Marsch auf Rom) befehligte er die Truppen des Pompeius im Kampf gegen Caesar in Corfinium, wo er unterlag. Obwohl er nach der Niederlage von Caesar mit Großzügigkeit behandelt wurde, wiegelte er Massilia (Marseille) zu erfolglosem Widerstand gegen ihn auf. Nach seiner Niederlage ging er nach Griechenland zu Pompeius, wo er sich in Pharsalos mit Lentulus Spinther und Metellus Scipio um das Amt des Pontifex Maximus für die Zeit nach dem Sieg gegen Caesar stritt. Nach der verlorenen Schlacht von Pharsalos, in der er den linken Flügel gegen Caesar befehligte, wurde er auf der Flucht erschlagen.
Sein Sohn Gnaeus war 32 v. Chr. Konsul.